# Maria Galvany
María de Jesús Elena Lorenza Ciriaca Ramona de San Juan Bautista Galván Martínez connue comme María Galvany  ou Maria Galvany de Tejeda (6 août 1875, Mancha Real - 2 août 1927, Madrid) est une soprano coloratura espagnole, virtuose du  chant, connue pour sa technique de chant, alliant vélocité et extravagances. Cependant, sa carrière s'acheva dans la misère et l'oubli. Son vrai nom de famille est Galbán, mais il a été italianisé en Galvany lorsqu'elle décida de se consacrer à l'art lyrique.

## Biographie
María est née, dans la ville de Mancha Real en Andalousie où son père, Juan Galván, était notaire ; mais au bout de deux ans, la jeune fille va vivre à Pinos Puente (Grenade), lieu de résidence de ses grands-parents maternels. Son père décède subitement le 28 mars 1879, à l'âge de quarante-neuf ans, laissant sa veuve, Ciriaca Martínez, avec dix enfants, María étant la benjamine.
En 1888-1889, elle entre au conservatoire royal supérieur de musique de Madrid et étudie avec Lázaro Maria Puig. Elle y reste jusqu'en 1894. María Galván revient à Madrid, en février 1895, pour continuer à étudier avec Napoleone Verger (ca). Elle chante dans des soirées musicales organisées par la marquise de Villaseca. Elle est engagée dans la compagnie d'opéra de Madrid, du ténor et homme d'affaires italien Emilio Giovannini, avec laquelle elle joue à Valence, en remplacement de la soprano Ida Saroglia. Elle interprète le rôle-titre de Lucia di Lammermoor de Donizetti, à Carthagène le 4 juin 1896,. En Espagne, son répertoire comprend des opéras tels que La sonnambula, La traviata, Hamlet, Lakmé, et Les Huguenots, tous chanté en italien. Après être devenue une favorite du public espagnol, elle se met à chanter en Italien. À partir de ce moment, elle est connue sous le nom de Galvani. 
Elle fait une tournée en Catalogne, chante au Grand théâtre du Liceu de Barcelone, en 1896. Elle épouse Carlos de Tejada Cañete, originaire d'Andújar la même année. Le 10 février 1897, la compagnie Galvani, dirigée par Mazzi, fait ses débuts au Théâtre de Reus. À cette époque, avec le ténor Brotat, ils mettent en scène La Traviata et Le Barbier de Séville. Le 10 avril 1897, Maria doit interrompre ses représentations au théâtre Cervantes de Malaga pour donner naissance à Grenade à son premier fils, nommé Carlos. Après une tournée en Italie en compagnie de Giovannini, elle rejoint la troupe du Théâtre royal de Madrid de 1898 à 1899, en tant que première soprano avec Regina Pacini (en).
En 1901, elle effectue une tournée au Portugal, en Italie, elle joue au Teatro Dal Verme à Milan, et en Russie avant de se rendre en Amérique du Sud pour se produire en Uruguay, en Argentine, au Chili et au Brésil. En 1903, elle joue avec succès à Parme dans La Sonnambula, aux côtés de Piero Schiavazzi (it). 
En 1905-1906, elle effectue une tournée qui la conduit à Amsterdam, Saint-Pétersbourg, Moscou, Odessa. Elle chante aux Pays-Bas, en Belgique et en France dans le cadre de la Compagnie Castellano, qui comprend également le ténor Nicola Zerola (en) et la soprano Adelina Agostinelli (es). Après avoir aussi chanté à Nice, sa représentation d'Ophélie d'Hamlet d'Ambroise Thomas, en 1908 à Venise, est un succès. 
En France, on la considère à tort comme « une diva italienne ». En 1909, elle fait ses débuts à la Gaîté-Lyrique à Paris où elle chante La sonnambula, Lucia di Lammermoor, Le Barbier de Séville en janvier.  En 1909, elle chante au Théâtre de Drury Lane dans Le Pardon de Ploërmel, Il Barbiere di Siviglia et La Sonnambula. Plus tard, elle apparaît au Coliseum Theatre à Londres avec Antonio Sabellico (it) et Elvino Ventura comme partenaires. La reine Alexandra l'invite à chanter au palais de Buckingham. 
En 1910, elle chante au théâtre impérial de Varsovie. En 1913, elle revient de nouveau au Colisée des Recreios de Lisbonne pour chanter avec le ténor Miquel Mulleras (ca) et le baryton Carmelo Maugeri , Lucia di Lammermoor .
En 1914, elle commence une nouvelle tournée en Russie qui l'amène à chanter à Moscou , Saint-Pétersbourg, Odessa, Kiev, Tbilissi et Bakou , avec un répertoire comprenant: Lucia di Lammermoor, La Sonnambula, I Puritani , Le Barbier de Séville, Rigoletto, La Traviata, Hamlet et La Flûte enchantée .
Après cette période de succès en Europe, elle s'embarque pour l'Amérique du Sud, où elle devient particulièrement populaire au Brésil et en Argentine. Elle n'aurait donné qu'une seule représentation aux États-Unis, dans un opéra-vaudeville à San Francisco en 1918, mais elle n'a jamais réussi à chanter au Metropolitan Opera House à New York.
En mai 1916, elle donne sa dernière représentation en Espagne au Théâtre Victoria Eugenia à San Sebastian, 
Au cours des années 1920, Galvany se retire progressivement de la scène et meurt à Madrid le 3 août 1927. Córdoba et  Pinos Puente possèdent une rue dédiée à la diva.
Certaines encyclopédies musicales donnent d'autres informations erronées, selon José A. García López, notamment qu'elle s'installe à Rio de Janeiro, au Brésil, où elle devient probablement une professeure de chant et donne des concerts occasionnels. Au moment de sa mort, elle est presque déjà oubliée, et la nouvelle de sa mort n'est jamais apparue dans la presse. Jusqu'aux années 1990, on a généralement cru qu'elle était morte le 2 août 1927, dans la maison de retraite de San Luis à Rio de Janeiro. Toutefois, un médecin brésilien, Jacques Alain León, affirme qu'elle a en fait été tuée par la grippe de 1918, et que c'est en fait une soprano dramatique nommé Fanny Maria Rollas Galvani qui est décédée en 1949 à Rio.

## Enregistrements
Galvany a fait des enregistrements acoustiques pour quatre entreprises différentes. Ses premiers enregistrements datent de 1903 pour Gramophone et Typewriter Company (G&T). Plus tard, elle a enregistré pour Pathé et revient avec G&T en 1906, où elle a fait ses disques les plus populaires, y compris des ensembles avec les grandes stars de son temps, tels que Fernando De Lucia et Titta Ruffo, ainsi qu'avec des chanteurs moins connus comme Aristodemo Giorgini, Remo Andreini et Andrea Perelló de Segurola. Elle a également réalisé plusieurs enregistrements pour Edison Records autour de 1911. Son répertoire consistait principalement en des airs d’opéra italiens, des morceaux de zarzuela et des chansons de concert. Malheureusement, seuls quelques-uns de ses enregistrements sont conservés ou ont été rééditées pour le grand public, donc il n'existe de discographie exacte.
Néanmoins, ses enregistrements restants sont aujourd'hui aussi controversés en termes de valeur artistique qu’ils l’étaient il y a 100 ans. Ceci est dû à son utilisation stupéfiante de passages de coloratura complexes, minés avec un staccato semblable à une mitraillette et d'autres astuces vocales tout aussi choquantes qui donnent souvent une impression tristement comique de ses goûts musicaux. Cela a amené de nombreux auditeurs à penser que Galvany n'était rien de plus qu'une technicienne vocal exceptionnellement douée. Les commentateurs sont allés jusqu'à comparer ses mi aiguës à une bouilloire sifflante.
Cette vision négative est appuyée dans une certaine mesure par son interpolation répétée des cadences flûte/voix, parfois deux fois au cours de la même aria, qui souvent n’ont aucun rapport avec la pièce originale. De telles pratiques étaient assez courantes à son époque, lorsque les interprètes adoptaient souvent une vision moins littérale, des notes écrites sur la partition du compositeur. En outre, le timbre naturel du registre supérieur de Galvany n’a pas bien été enregistré, ce qui se traduit souvent par un son irritant et nerveux, peu attrayant pour la plupart des oreilles modernes. En outre, ses interprétations sont grevées par des tempi rapides, un vibrato dur, des changements de registre inattendus et des sons de dégagement de gorge, ainsi que des coupes de section causées par la durée limitée des disques 78 tours.
D'autre part, Galvany  est toujours admirée pour la douceur de son registre médian, possédant un remarquable sens de la hauteur, et pour sa remarquable capacité à faire des fioritures compliquées. Son duo avec le grand baryton Titta Ruffo est probablement le plus connu des enregistrements d'aujourd'hui.
 La Traviata (Verdi), Dite alla giovane, Maria Galvany, Titta Ruffo lire en ligne sur Gallica
« Ce que la Galvany a principalement pour elle, c’est le timbre et l'étendue de sa voix, et aussi la sûreté avec laquelle elle émet des notes suraiguës comme le contre-fa et même oui, madame, le contre-fa dièze. Ajoutez à cela une grande flexibilité de cette voix merveilleuse qui permet à là chanteuse de vocaliser avec une précision que l’on peut qualifier d'acrobatie, mais qui n’en est pas moins admirable, Retenez aussi que cette voix est bien placée et qu’elle est très homogène. Que voulez vous de plus ?' Ai-je, avec cela, l’intention de crier au prodige ? Pas du tout ; mais une pareille virtuose ne mérite que des éloges. »
— L'Intransigeant du 14 janvier 1909.
 La virtuosité vocale à couper le souffle de Maria Galvany est évidente dans cette version enregistrée en 1907 de L'incantatrice de Luigi Arditi.
Sa voix peut être aussi écoutée sur l'album d'anthologie The Record of Singing Volume I (1899-1919)